# 陈钱
陈钱（1964年11月—），江苏无锡人，中北大学校长、南京理工大学教授，主要从事光学工程等方向的研究，中国国家科技进步二等奖获得者，中华人民共和国教育部第五批“长江学者”特聘教授，享受中国国务院政府特殊津贴。

## 生平
1987年获得华东工学院工学学士学位。1991年获得华东工学院工学硕士学位。1996年获得南京理工大学工学博士学位。
历任南京理工大学电子工程与光电技术学院副院长、院长，南京理工大学校长助理。
2017年7月，任南京理工大学党委常委、副校长。2023年8月，任中北大学党委副书记、校长。